# Danh sách nhà vật lý
Dưới đây là danh sách các nhà vật lý nổi tiếng.

## A
- Ernst Abbe - Đức (1840-1905)
- Hannes Alfvén - Thụy Điển (1908-1995)
- Luis Alvarez - Hoa Kỳ (1911-1988)
- André-Marie Ampère - Pháp (1775-1836)
- Anders Jonas Ångström - Thụy Điển (1814-1874)
- Archimedes - Hy Lạp (vào khoảng 287-212 TCN)
- Aristarchus - Hy Lạp (vào khoảng 310-230 TCN)
- Aristoteles - Hy Lạp (384-322 TCN)
- Amedeo Avogadro - Ý (1776-1856)

## B
- Johann Jakob Balmer - Thụy Sĩ (1825-1898)
- John Bardeen - Hoa Kỳ (1908-1991)
- Zoltán Lajos Bay - Hungary (1900-1992)
- John Stewart Bell - Anh (1928-1990)
- Henri Becquerel - Pháp (1852-1908)
- Daniel Bernoulli - Thụy Sĩ (1700-1782)
- Jean-Baptist Biot - Pháp (1774-1862)
- Raymond T. Birge - Hoa Kỳ (1887-1980)
- Vilhelm Bjerknes - Na Uy (1862-1951)
- Felix Bloch - Thụy Sĩ (1905-1983)
- René-Prosper Blondlot - Pháp (1849-1930)
- Niels Bohr - Đan Mạch (1885-1962)
- Aage Niels Bohr - Đan Mạch (1922-2009)
- Ludwig Boltzmann - Áo (1844-1906)
- Max Born - Đức, Anh (1882-1970)
- Rudjer Josip Boscovich - Cộng hòa Ragusa (1711-1787)
- Satyendra Nath Bose - Ấn Độ (1894-1974)
- Robert Boyle - Ireland, Anh (1627-1691)
- David Brewster - Scotland (1781-1868)
- Louis-Victor de Broglie - Pháp (1892-1987)
- Thomas Townsend Brown - Hoa Kỳ (1905-1985)

## C
- Fritjof Capra - Áo, Hoa Kỳ (1939-)
- Nicolas Léonard Sadi Carnot - Pháp (1796-1832)
- Henry Cavendish - Anh (1731-1810)
- Owen Chamberlain - Hoa Kỳ (1920-)
- Subrahmanyan Chandrasekhar - Ấn Độ, Hoa Kỳ (1910-1995)
- Pavel Alekseyevich Cherenkov - Nga-Xô viết (1904-1990)
- Ernst Chladni - Đức (1756-1827)
- Hans Christian Ørsted - Đan Mạch (1777-1851)
- Giovanni Ciccotti - Ý (1943-)
- Rudolf Clausius - Đức (1822-1888)
- Alfred Cornu - Pháp (1841-1902)
- Charles-Augustin de Coulomb - Pháp (1736-1806)
- Pierre Curie - Pháp (1859-1906)
- Marie Curie - Ba Lan, Pháp (1867-1934)
- Anders Celsius - Thụy Điển (1701-1744)

## D
- Jean le Rond d'Alembert - Pháp (1717-1783)
- John Dalton - Anh (1766-1844)
- Sir Charles Galton Darwin - Anh (1887-1962)
- Paul Davies - Anh (1946-)
- Democritus - Hy Lạp (vào khoảng 460-360 TCN)
- René Descartes - Pháp (1596-1650)
- Henri-Alexandre Deslandres - Pháp (1853-1948)
- James Dewar - Anh (1842-1923)
- Paul Adrien Maurice Dirac - Anh (1902-1984)
- Revaz Dogonadze - Xô viết, Gruzia (1931-1985)
- Christian Doppler - Áo (1803-1853)
- Freeman Dyson - Anh, Hoa Kỳ (1923-)
- Humphry Davy - Cornwall, Vương quốc Anh ( 1778-1829)

## E
- William Eccles - Anh, (1875-1966)
- Paul Ehrenfest - Áo, (1880-1933)
- Felix Ehrenhaft - Áo, Hoa Kỳ (1879-1952)
- Albert Einstein - Đức, Hoa Kỳ (1879-1955)
- V. Walfrid Ekman - Thụy Điển, (1874-1954)
- Roland Eötvös - Hungary (1848-1919)
- Ernest Esclangon - Pháp (1876-1954)
- Louis Essen - Anh (1908-1997)
- Leonhard Euler - Thụy Sĩ (1707-1783)
- James Alfred Ewing - Scotland (1855-1935)

## F
- Daniel Gabriel Fahrenheit - Ba Lan, Anh, Hà Lan (1686-1736)
- Michael Faraday - Anh (1791-1867)
- Enrico Fermi - Ý (1901-1954)
- Richard Feynman - Hoa Kỳ (1918-1988)
- George Francis FitzGerald - Ireland (1851-1901)
- Hippolyte Fizeau - Pháp (1819-1896)
- Vladimir Aleksandrovich Fock - Nga- Xô viết (1898-1974)
- James David Forbes - Scotland (1809-1868)
- Léon Foucault - Pháp (1819-1868)
- Jean Baptiste Joseph Fourier - Pháp (1768-1830)
- Benjamin Franklin - Hoa Kỳ (1706-1790)
- Joseph von Fraunhofer Đức (1787-1826)
- Augustin-Jean Fresnel - Pháp (1788-1827)
- B. Roy Frieden - Hoa Kỳ

## G
- Galileo Galilei - Ý (1564-1642)
- Carl Friedrich Gauss - Đức (1777-1855)
- Joseph Louis Gay-Lussac - Pháp (1778-1850)
- Murray Gell-Mann - Hoa Kỳ (1929-)
- Josiah Gibbs - Hoa Kỳ (1839-1903)
- William Gilbert - Anh (1544-1603)
- Martin Gutzwiller - Thụy Sĩ (1925-2014)

## H
- Rudolf Haag - Đức (1922-2016)
- Edwin Hall - Hoa Kỳ (1855-1938)
- William Rowan Hamilton - Ireland (1805-1865)
- Peter Andreas Hansen - Đan Mạch (1795-1874)
- W.W. Hansen - Hoa Kỳ (1909-1949)
- Theodor W. Hänsch - Đức (1941-)
- Douglas Hartree - Anh (1897-1958)
- Stephen Hawking - Anh (1942-)
- Oliver Heaviside - Anh (1850-1925)
- Werner Karl Heisenberg - Đức (1901-1976)
- Hermann von Helmholtz - Đức (1821-1894)
- Joseph Henry - Hoa Kỳ (1797-1878)
- John Herapath - Anh (1790-1868)
- Heinrich Rudolf Hertz - Đức (1857-1894)
- George William Hill - Hoa Kỳ (1838-1914)
- Robert Hooke - Anh (1635-1703)
- Christiaan Huygens - Hà Lan (1629-1695)

## J
- Ali Javan - Iran, Hoa Kỳ (1928-)
- Edwin Thompson Jaynes - Hoa Kỳ (1922-1998)
- Brian David Josephson - Anh (1940-)
- James Prescott Joule - Anh (1818-1889)

## K
- Lord Kelvin (William Thomson) - Ireland (1824-1907)
- Johannes Kepler - Đức (1571-1630)
- John Kerr - Anh (1824-1907)
- Bernard Bruno Kinsey - Anh, Hoa Kỳ (1910-1995)
- Gustav Robert Kirchhoff - Đức (1824-1887)
- August Krönig - Đức (1822-1879)

## L
- Joseph-Louis Lagrange - Pháp (1736-1813)
- Lev Davidovich Landau - Nga-Xô viết (1908-1968)
- Irving Langmuir - Hoa Kỳ (1851-1957)
- Ernest Lawrence - Hoa Kỳ (1901-1958)
- Georges-Louis LeSage - Thụy Sĩ (1724-1803)
- John Leslie - Scotland (1766-1832)
- Karl L. Littrow - Áo (1811-1877)
- Maurice Loewy - Áo, Pháp (1833-1907)
- Johann Loschmidt - Đức (1821-1895)
- Lucretius - La Mã (98?-55 TCN)
- Aleksandr Mikhailovich Lyapunov - Nga (1857-1918)
- Ernst Mach - Áo (1838-1916)
- Etienne-Louis Malus - Pháp (1775-1812)
- Leonid Isaakovich Mandelshtam - Nga-Xô viết (1879-1944)
- Thomas Corwin Mendenhall - Hoa Kỳ (1841-1924)
- William Markowitz - Hoa Kỳ (1907-1998)
- James Clerk Maxwell - Anh (1831-1879)
- Ronald E. McNair - Hoa Kỳ (1950-1986)
- Macedonio Melloni - Ý (1798-1854)
- Albert Abraham Michelson - Hoa Kỳ (1852-1931)
- Robert Andrews Millikan - Hoa Kỳ (1868-1953)
- Amédée Mouchez - Tây Ban Nha, Pháp (1821-1892)
- Richard A. Muller - Hoa Kỳ (1944-)

## M
- Samuel Morse - Hoa Kỳ (1791-1872)
- James Clerk Maxwell - Vương Quốc Anh (1831-1879)

## N
- John von Neumann - Áo-Hung, Hoa Kỳ (1903-1957)
- Simon Newcomb - Hoa Kỳ (1835-1909)
- Isaac Newton - Anh (1642-1727)
- Leopoldo Nobili - Ý (1784-1835)

## O
- Georg Ohm - Đức (1789-1854)
- Robert Oppenheimer - Hoa Kỳ (1904-1967)
- Nicolas Oresme - Pháp (1325-1382)
- Egon Orowan - Hungary, Hoa Kỳ (1901-1989)
- Yuri Orlov - Xô viết, Hoa Kỳ (1924-)

## P
- Blaise Pascal - Pháp (1623-1662)
- Wolfgang Ernst Pauli - Áo (1900-1958)
- G. B. Pegram - Hoa Kỳ (1876-1958)
- Max Planck - Đức (1858-1947)
- Joseph Plateau - Bỉ (1801-1883)
- John Polkinghorne - Anh (1930-)
- Henri Poincaré - Pháp (1854-1912)
- Heraclides Ponticus - Hy Lạp (387-312 TCN)
- John Henry Poynting - Anh (1852-1914)
- William Prout - Anh (1785-1850)

## R
- Hubert Reeves - Canada (1932-)
- Osborne Reynolds - Anh (1842-1912)
- Wilhelm Conrad Röntgen - Đức (1845-1923)
- Carl-Gustav Arvid Rossby - Thụy Điển, Hoa Kỳ (1898-1957)
- David Ruelle - Bỉ, Pháp (1935-)
- Ernest Rutherford - Tân Tây Lan, Anh (1871-1937)
- Janne Rydberg - Thụy Điển (1854-1919)

## S
- Andrei Dmitrievich Sakharov - Xô viết (1929-1989)
- Oscar Sala - Brasil (1922-2010)
- Jack Sarfatti - (1939-)
- Felix Savart - Pháp (1791-1841)
- Erwin Schrödinger - Áo (1887-1961)
- Emilio G. Segrè - Hoa Kỳ, Ý (1905-1989)
- Willebrord Snell - Hà Lan (1580-1626)
- Jožef Stefan - Áo-Hung, Slovenia (1835-1893)
- Karl August von Steinheil - Đức (1801-1870)
- George Gabriel Stokes - Anh (1819-1903)
- Joseph Wilson Swan - Anh (1828-1914)
- Louis Slotin - Canada (1910-1946)

## T
- Igor Yevgenyevich Tamm - Nga-Xô viết (1895-1971)
- Edward Teller - Áo-Hung, Hoa Kỳ (1908-2003)
- Nikola Tesla - Áo-Hung, Hoa Kỳ (1856-1943)
- Joseph John Thomson - Anh (1856-1940)
- William Thomson - Ireland (1824-1907)
- Kip Thorne - Hoa Kỳ (1940-)
- Evangelista Torricelli - Ý (1608-1647)
- Charles Townes - Hoa Kỳ (1915-2015)
- Johann Georg Tralles - Đức (1763-1822)

## U
- Stanislaw Ulam - Ba Lan, Hoa Kỳ (1909-1984)

## V
- Johannes Diderik van der Waals - Hà Lan (1837-1923)
- Giovanni Battista Venturi - Ý (1746-1822)
- Alessandro Volta - Ý (1745-1827)

## W
- John James Waterston - Scotland (1811-1883)
- James Watt - Scotland (1736-1819)
- Gleb Wataghin - Ukraina, Ý, Brasil (1896-1986)
- Wilhelm Eduard Weber - Đức (1804-1891)
- Steven Weinberg - Hoa Kỳ (1933-)
- Victor Frederick Weisskopf - Áo, Hoa Kỳ (1908-2002)
- Eugene Wigner - Áo-Hung, Hoa Kỳ (1902-1993)
- Robert R. Wilson - Hoa Kỳ (1914-2000)
- Edward Witten - Hoa Kỳ (1951-)
- Robert W. Wood - Hoa Kỳ (1868-1955)
- Arthur Wightman - Hoa Kỳ (1922-2013)

## Y
- Thomas Young - Anh (1773-1829)
- Hideki Yukawa - Nhật Bản (1907-1981)